# Life Before Life
Life Before Life: A Scientific Investigation of Children's Memories of Previous Lives (tạm dịch: Đời sống trước đây: Cuộc điều tra khoa học về ký ức tiền kiếp của trẻ em) là cuốn sách do nhà tâm thần học Jim B. Tucker viết vào năm 2005, trình bày tổng quan về hơn 40 năm nghiên cứu luân hồi từ những lời kể của trẻ em về ký ức tiền kiếp tại Đại học Virginia. Cuốn sách cũng thảo luận về "các vết bớt và dị tật bẩm sinh phù hợp với vết tích của một người đã khuất được đứa trẻ xác định". Phần đề tựa sách do Ian Stevenson chấp bút.:256
Cuốn sách này khẳng định rằng ý thức có thể được xem xét tách biệt với bộ não, tạo cơ sở cho những câu chuyện về luân hồi. Tucker thảo luận về lý do phản đối thuyết luân hồi: sự ít ỏi của những người thực sự tuyên bố nhớ được kiếp trước, sự mong manh của ký ức, bùng nổ dân số, vấn đề tâm trí—thể xác, gian lận, và những vấn đề khác. Tucker nói rằng không có trường hợp nào được kiểm tra là hoàn hảo, và "trí nhớ sai lầm của những người cung cấp thông tin" được coi là "lời giải thích bình thường nhất cho nhiều trường hợp" được xem xét trong sách này.:205–9 Phiên bản luân hồi được thảo luận thường không tương thích với niềm tin tôn giáo thông thường xoay quanh thuyết luân hồi, đặc biệt là liên quan đến nghiệp.
Life Before Life từng được đánh giá trong Philosophical Practice, và PsycCRITIQUES.